# جون كلارك (لاعب كريكت أسترالي)
جون كلارك (1829 - 29 فبراير 1872 في أستراليا) (بالإنجليزية: John Clarke)‏ هو لاعب كريكت أسترالي.

## وصلات خارجية
- جون كلارك على موقع إي آس بي آن كريك إنفو (الإنجليزية)